# Daemonorops mirabilis
Daemonorops mirabilis là loài thực vật có hoa thuộc họ Arecaceae. Loài này được (Mart.) Mart. mô tả khoa học đầu tiên năm 1853.